# Сельское поселение Екатериновка
Сельское поселение Екатериновка — муниципальное образование в Безенчукском районе Самарской области.
Административный центр — село Екатериновка.

## Административное устройство
В состав сельского поселения Екатериновка входят:
- село Екатериновка,
- деревня Фёдоровка
- село Александровка,
- село Верхнепечерское,
- село Владимировка,
- село Кануевка;
- кордон Власова Грива;
- деревня Григорьевка;
- посёлок Золотовский,
- посёлок Плодосовхоз.

## Археология и палеогенетика
Грунтовый могильник раннего энеолита Екатериновский мыс, расположенный на восточной окраине села Екатериновка  в начале разлива реки Безенчук  и датируемый четвёртой четвертью 5 тыс. до н. э., сочетает в себе как мариупольские, так и хвалынские черты. Хронологически находится между Съезжинским и Хвалынскими могильниками. Костяки погребённых находились в положении вытянуто на спине, реже — скорченно на спине с согнутыми в коленях ногами. В погребении № 90 зафиксировано особое положение костяка — в позе полусидя с опорой локтями на дно ямы. Результаты анализа погребения позволяют наметить наиболее близкий круг аналогий в материалах Хвалынского I и Мурзихинского могильников. Все антропологические образцы из него были европеоидного типа, у которых определены Y-хромосомная гаплогруппа R1b и митохондриальные гаплогруппы U2, U4, U5. Керамический комплекс могильника Екатериновский мыс может быть отнесён к самарской культуре, но занимает более позднее положение, чем керамика могильника у села Съезжее, и более раннее положение, чем керамика ивановского этапа самарской культуры и керамика хвалынской культуры. Гончарные традиции населения, оставившего могильник Екатериновский мыс, возникли в недрах неолитической орловской культуры Нижнего Поволжья.